# Goldie Hawn
Goldie Jeanne Hawn (egentligen Studlendgehawn), född 21 november 1945 i Washington, D.C., är en amerikansk skådespelare, producent och sångerska. Hawn slog igenom i NBC:s humorprogram Rowan & Martin's Laugh-In (1968–1970) för att sedan vinna en Oscar för bästa kvinnliga biroll för sin roll i Kaktusblomman (1969). 
Hawn lyckades behålla sin filmstjärnestatus och popularitet i över tre årtionden genom filmer som En flicka på gaffeln (1970), Fri som fjärilen (1972), Sugarland Express (1974), Shampoo (1975), Tjejen som visste för mycket (1978), Har inte vi setts förut? (1980) och Tjejen som gjorde lumpen (1980), för vilken hon även nominerades till en Oscar för bästa kvinnliga huvudroll, för sin insats i titelrollen. Bland Goldie Hawns senare filmroller märks filmer som Tjejen som föll överbord (1987), Lovligt byte (1990), Döden klär henne (1992), Snyltgästen (1992), Före detta fruars klubb (1996), The Out of Towners (1999) och Rocksystrar (2002).

## Biografi

### Karriär
Redan som treåring började hon ta lektioner i dans och stepp. Hon gjorde sin professionella skådespelardebut, 16 år gammal, i rollen som Julia i en uppsättning av Romeo och Julia med Virginia Stage Company. Hon hoppade av skolan som 18-åring, reste till New York och fick anställning som cancan-dansös vid Världsutställningen i New York 1964. Hon arbetade sedan som go-go-dansös och hade en rad småroller vid olika teatrar innan hon blev känd som den "urblåsta", fnittriga dumma blondinen i den populära TV-serien Laugh-In.
Hon erbjöds en roll i filmen Kaktusblomman och för denna roll belönades hon 1969 med en Oscar och en Golden Globe för bästa kvinnliga biroll. Hon nominerades även till en Golden Globe i kategorin mest lovande kvinnliga nykomling (det priset gick dock till Ali MacGraw).
Efter succén i Sverige med filmen Tjejen som visste för mycket 1978 fortsatte de svenska distributionsbolagen att översätta en del av de filmtitlar hon medverkade i mellan 1980 och 1987 med inledningen "Tjejen som...".

### Familj
Goldie Hawn har två barn i sitt andra äktenskap med musikern Bill Hudson, Oliver född 1976 och skådespelaren Kate Hudson född 1979. Hon lever sedan 1983 i ett förhållande med Kurt Russell och de har sonen Wyatt Russell, född 1986.

## Filmografi i urval

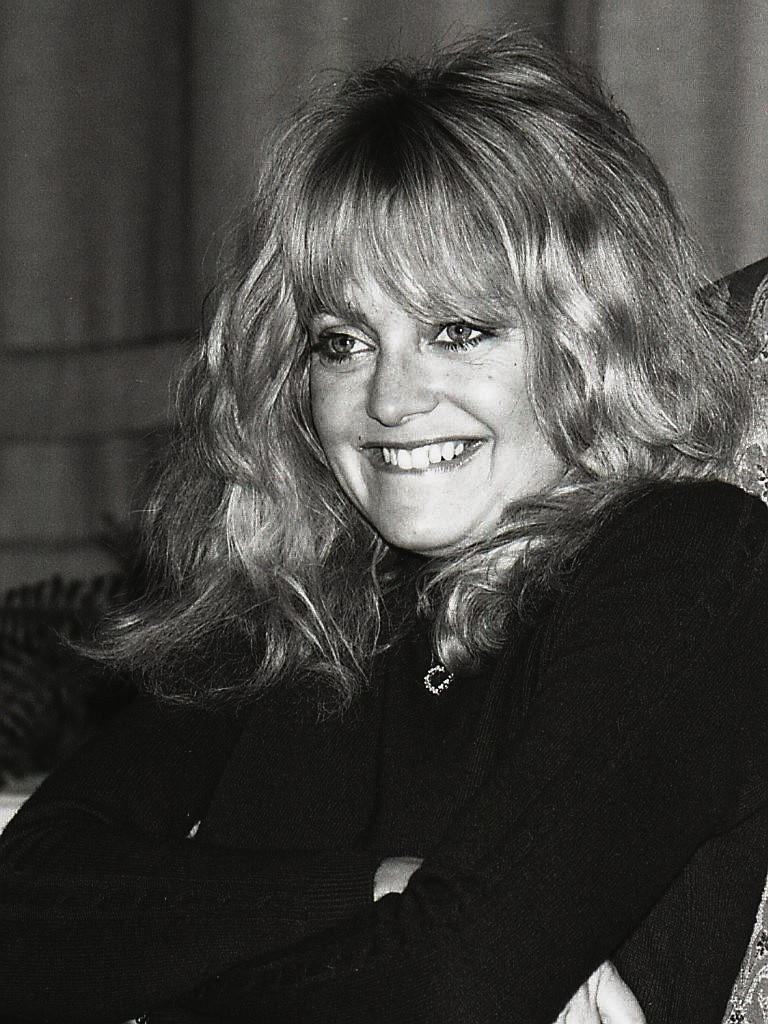
Goldie Hawn på Grand Hôtel i Stockholm 1981.

- 1967–1968 – Good Morning, World (20 avsnitt)
- 1968 – Den fantastiska familjen Bower (The One and Only, Genuine, Original Family Band)
- 1968–1970 - Rowan & Martin's Laugh-In (64 avsnitt)
- 1969 – Djävulsgänget (The Sidehackers)
- 1969 – Kaktusblomman (Cactus Flower)
- 1971 – En flicka på gaffeln (There's a Girl in My Soup)
- 1972 – Fri som fjärilen (Butterflies Are Free)
- 1974 – Sugarland Express (Senare ny svensk titel Tjejen som spelade högt)
- 1974 – Tjejen från Petrovka (The Girl from Petrovka)
- 1975 – Shampoo (Shampoo)
- 1976 – Tjejen som sköt skarpt (The Dutchess and the Dirtwater Fox)
- 1978 – Tjejen som visste för mycket (Foul Play)
- 1979 – Viaggio con Anita (Lovers and Liars)
- 1980 – Tjejen som gjorde lumpen (Private Benjamin)
- 1980 – Har inte vi setts förut? (Seems Like Old Times)
- 1982 – Tjejen som inte ville gifta sig (Best Friends)
- 1984 – Tjejen som jobbade skift (Swing Shift)
- 1984 – Har jag gjort bort mej nu igen? (Protocol)
- 1986 – Tjejen som tog hem spelet (Wildcats)
- 1987 – Tjejen som föll överbord (Overboard)
- 1990 – Lovligt byte (Bird on a Wire)
- 1991 – Tills döden skiljer oss åt (Deceived)
- 1992 – Döden klär henne (Death Becomes Her)
- 1992 – Criss Cross (CrissCross)
- 1992 – Snyltgästen (HouseSitter)
- 1996 – Alla säger I Love You (Everyone Says I Love You)
- 1996 – Före detta fruars klubb (The First Wives Club)
- 1999 – Out-of-Towners
- 2001 – Män och kvinnor (Town & Country)
- 2002 – Rocksystrar (The Banger Sisters)
- 2013 – Phineas och Ferb (gästroll; 1 avsnitt)
- 2017 – Tjejresan (Snatched)
- 2017 – SPF-18 (röstroll)
- 2018 – The Christmas Chronicles (cameo)
- 2020 – The Christmas Chronicles 2